# Abayskiy Rayon (region i Kazakstan)
Abayskiy Rayon är en region i Kazakstan.   Den ligger i oblystet Sydkazakstan, i den södra delen av landet, 1 000 km söder om huvudstaden Astana.